# Justicia pozuzoensis
Justicia pozuzoensis är en akantusväxtart som beskrevs av D.C. Wasshausen. Justicia pozuzoensis ingår i släktet Justicia och familjen akantusväxter. Inga underarter finns listade i Catalogue of Life.